# Eugen Kolisko
Eugen Kolisko (Bécs, 1893. március 21. – London, 1939. november 29.) osztrák orvos-kémikus, fizikus, matematikus, író, antropozófus.
Apja, Alexander Kolisko (1857–1918) szintén orvos, egyetemi professzor volt, ő állapította meg Rudolf trónörökös halálát. Anyja, Amalie Kolisko (született Freiin von Eschenburg bárónő) zongorista volt.

## Élete
A bécsi bencés Schottengymnasium növendéke volt, ott kötött életre szóló barátságot Walter Johannes Steinnel. 1909-ben meghalt bátyja, Fritz Kolisko, akivel együtt voltak orvostanhallgatók a bécsi egyetemen.
1914-ben, Bécsben hallotta először Rudolf Steiner egyik előadását, ami után azonnal belépett az Antropozófiai Társaságba. 1920-ban Steiner meghívta őt az első Waldorf-iskola (Stuttgart) tanárának és iskolaorvosának. 1925-ben, Steiner halála után Marie Steiner őt szerette volna az Antropozófiai Társaság elnökének, ám ez nem valósulhatott meg.
Később feleségével, Lili Koliskóval (1889–1976) Angliába költöztek, ahol Kolisko vezetője lett a School of Spiritual Science-nek és a Rudolf Steiner Institute-nak. Számos könyvet írt orvostudományi témák szellemtudományi megközelítésében, cikkeket publikált a Stein által kiadott The Present Age c. lapba.
Szívelégtelenségben halt meg 1939. november 29-én, Londonban. Nevét számos Waldorf-iskola viseli, főleg Németországban.

### Emlékezete
1989 óta rendszeresen megrendezik az úgynevezett Kolisko-napokat  és a Kolisko Akadémiát.

## Főbb művei
- Die Mission des englischsprachigen Westens (részlet: Amerika helye az emberiség kulturális fejlődésében) Archiválva 2007. szeptember 28-i dátummal a Wayback Machine-ben
- The Twelve Groups of Animals
- Memory and Phantasy
- Elementary Chemistry
- Reincarnation and Other Essays
- Nutrition and Agriculture
- Knowledge of Man
- The Human Organism in the Light of Anthroposophy (1927)
- Medical Work in Education (1929)
- Man’s Connection with the Whole Universe [1943]
- Zoology for Everybody I-II. [1944]
- Geology [1945]
- Az orvosi gondolkodás jelentősége Archiválva 2007. szeptember 28-i dátummal a Wayback Machine-ben
- Az emberi szabadság, 1928 Archiválva 2007. szeptember 28-i dátummal a Wayback Machine-ben

### Lili Koliskóval közösen írt művei
- Silver and the Human Organism
- Lead and the Human Organism
- Tin and the Human Organism
- Iron and the Human Organism
- Foot and Mouth Disease
- Gold and the Sun

## Ajánlott irodalom
- Walter Johannes Stein: In memoriam Eugen Kolisko Archiválva 2007. szeptember 28-i dátummal a Wayback Machine-ben

### Lásd még
- Die Mission des englischsprachigen Westens ( (német nyelvű könyvismertető)